# Черкезки геноцид
Черкезкият геноцид или Депортация на черкезите е етническо прочистване на черкезите и други народи в Северен Кавказ, извършено от правителството на Руската империя през 1864 – 1867 година, след края на Кавказката война. Изселените се установяват главно в Османската империя.
Освен черкезите, принудителното изселване обхваща също абазините и в по-малка степен други етнически групи – ингуши, орстхойци, чеченци, осетинци и абхазци. Части на руската армия насилствено отвеждат хората от родните им места до Черно море, откъдето са товарени на кораби за различни османски пристанища. Числеността на засегнатото население не е точно установена – според различни оценки броят на загиналите е между 400 000 и 1 500 000 души, като сходен брой хора успяват да оцелеят след преселването.
Изселените черкези са разпределени от османските власти в различни части на страната, където, лишени от препитание и обвинявани в разбойничество и пренасяне на болести, те често влизат в конфликти с местното население. Около 250 хиляди черкези са заселени на Балканите, основната част от тях в България, където присъствието им изостря антиосманските настроения. След Руско-турската война от 1877 – 1878 година, голяма част от пристигналите на Балканите черкези отново се изселват зад новата османска граница.